# فرودگاه تشکورگان خنجراب
فرودگاه تشکورگان خنجراب (به لاتین: Tashkurgan Khunjerab Airport) یک فرودگاه در چین است که در ناحیه خودمختار تاشکورگان تاجیک واقع شده‌است.